# ذاكرة بصرية

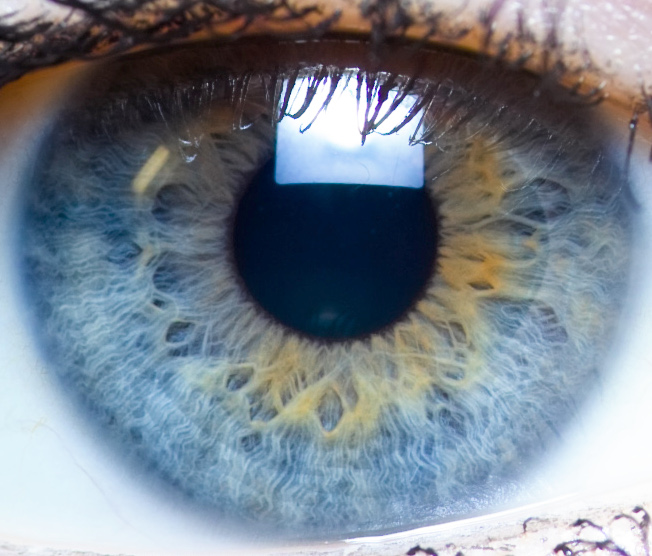
صورةٌ مُقربة للعين البشرية؛ وهي العضو الرئيسي في الذاكرة البصرية.

الذاكرة البصرية (بالإنجليزية: Visual memory)، هي نوعٌ من أنواع الذاكرة التي تصف العلاقة بين الإدراك البصري، والتخزين العقلي، والقدرة على استرجاع المشاهد المخزنة، ما يعني تذكرها من قبل الإنسان. وهي حالةٌ من التمثيل العصبي المرتبط بذاكرة معتمدة على فترة زمنية طويلة، ومتصلة بحركات العين في مكانٍ ما، والتي تُعتبر وسيلة من وسائل نقل مجموعة من الصور، والمشاهد إلى الدماغ والذي يحاول تذكرها عند الحاجة لها.
الذاكرة البصرية ترتبط بتخزين المعلومات التي تشبه الأشياء، أي أن الأحداث التي يمر بها الإنسان، هي تراكمات بصرية على المدى البعيد، والتي تؤدي إلى تكوين صور ذهنية في العقل، والتي من الممكن استردادها، ورؤيتها مجدداً ضمن نظم معرفية وعقلية ترتبط بالذاكرة الذهنية للإنسان، وتعتمد المدة الزمنية التي يحتفظ بها الدماغ بالذاكرة البصرية وبمدى أهميتها والحاجة لتذكرها واستخدامها في وقت لاحق.